# Dresden Monarchs
I Dresden Monarchs sono una squadra di football americano di Dresda, in Germania, fondata nel 1992. La società ha anche una sezione femminile, le Dresden Diamonds

## Dettaglio stagioni

### Tornei nazionali

#### Campionato

##### GFL
| Stagione | regular season | regular season | regular season | regular season | regular season | regular season | playoff | playoff | playoff | playoff | playoff | playoff          | playoff                  |
|          | Vin            | Par            | Per            | Tot            | PF             | PS             | Vin     | Per     | Tot     | PF      | PS      | risultato        | avversaria               |
| -------- | -------------- | -------------- | -------------- | -------------- | -------------- | -------------- | ------- | ------- | ------- | ------- | ------- | ---------------- | ------------------------ |
| 2003     | 6              | 0              | 6              | 12             | 269            | 296            | 0       | 1       | 1       | 20      | 28      | Quarti di finale | Rhein Main Razorbacks    |
| 2004     | 7              | 1              | 4              | 12             | 318            | 254            | 1       | 1       | 2       | 58      | 58      | Semifinale       | Braunschweig Lions       |
| 2005     | 7              | 0              | 5              | 12             | 306            | 290            | 0       | 1       | 1       | 27      | 30      | Quarti di finale | Schwäbisch Hall Unicorns |
| 2006     | 5              | 1              | 6              | 12             | 200            | 318            | -       | -       | -       | -       | -       | -                | -                        |
| 2007     | 1              | 0              | 11             | 12             | 169            | 440            | 2       | 0       | 2       | 47      | 37      | Non retrocessi   | Hamburg Eagles           |
| 2008     | 6              | 0              | 6              | 12             | 192            | 272            | 0       | 1       | 1       | 21      | 32      | Quarti di finale | Marburg Mercenaries      |
| 2009     | 5              | 0              | 5              | 10             | 258            | 250            | 0       | 1       | 1       | 63      | 64      | Quarti di finale | Marburg Mercenaries      |
| 2010     | 6              | 0              | 6              | 12             | 248            | 253            | 1       | 1       | 2       | 56      | 59      | Semifinale       | Kiel Baltic Hurricanes   |
| 2011     | 4              | 0              | 8              | 12             | 405            | 237            | -       | -       | -       | -       | -       | -                | -                        |
| 2012     | 10             | 0              | 4              | 14             | 481            | 297            | 1       | 1       | 2       | 45      | 54      | Semifinale       | Kiel Baltic Hurricanes   |
| 2013     | 11             | 0              | 3              | 14             | 513            | 254            | 2       | 1       | 3       | 125     | 70      | German Bowl      | New Yorker Lions         |
| 2014     | 8              | 0              | 4              | 12             | 426            | 269            | 1       | 1       | 2       | 69      | 55      | Semifinale       | Schwäbisch Hall Unicorns |
| 2015     | 10             | 0              | 2              | 12             | 498            | 170            | 1       | 1       | 2       | 89      | 55      | Semifinale       | Schwäbisch Hall Unicorns |
| 2016     | 11             | 0              | 3              | 14             | 708            | 345            | 1       | 1       | 2       | 69      | 42      | Semifinale       | Schwäbisch Hall Unicorns |
| 2017     | 10             | 0              | 4              | 14             | 585            | 337            | 0       | 1       | 1       | 16      | 26      | Quarti di finale | Frankfurt Universe       |
| 2018     | 11             | 1              | 2              | 14             | 507            | 286            | 1       | 1       | 2       | 58      | 42      | Semifinale       | Schwäbisch Hall Unicorns |
| 2019     | 10             | 0              | 4              | 14             | 418            | 189            | 1       | 1       | 2       | 52      | 52      | Semifinale       | Schwäbisch Hall Unicorns |
| 2021     | 9              | 0              | 1              | 10             | 444            | 243            | 3       | 0       | 3       | 115     | 32      | Campioni         | Schwäbisch Hall Unicorns |
| 2022     | 4              | 0              | 6              | 10             | 265            | 257            | -       | -       | -       | -       | -       | -                | -                        |
| Totale   | 141            | 3              | 90             | 234            | 7259           | 5215           | 15      | 14      | 29      | 930     | 756     |                  |                          |

Fonti: Enciclopedia del Football - A cura di Roberto Mezzetti

##### Damenbundesliga
| Stagione | regular season | regular season | regular season | regular season | regular season | regular season | playoff | playoff | playoff | playoff | playoff | playoff   | playoff    |
|          | Vin            | Par            | Per            | Tot            | PF             | PS             | Vin     | Per     | Tot     | PF      | PS      | risultato | avversaria |
| -------- | -------------- | -------------- | -------------- | -------------- | -------------- | -------------- | ------- | ------- | ------- | ------- | ------- | --------- | ---------- |
| 2003     | 3              | 0              | 5              | 8              | 130            | 278            | -       | -       | -       | -       | -       | -         | -          |
| 2004     | 0              | 0              | 4              | 4              | 12             | 189            | -       | -       | -       | -       | -       | -         | -          |
| 2006     | 2              | 0              | 6              | 8              | 82             | 231            | -       | -       | -       | -       | -       | -         | -          |
| 2007     | 6              | 0              | 4              | 10             | 150            | 152            | -       | -       | -       | -       | -       | -         | -          |
| 2008     | 0              | 0              | 6              | 6              | 20             | 200            | -       | -       | -       | -       | -       | -         | -          |
| 2009     | 1              | 0              | 5              | 6              | 25             | 170            | -       | -       | -       | -       | -       | -         | -          |
| 2010     | 1              | 0              | 5              | 6              | 28             | 174            | -       | -       | -       | -       | -       | -         | -          |
| Totale   | 13             | 0              | 35             | 48             | 447            | 1394           | -       | -       | -       | -       | -       |           |            |

Fonti: Enciclopedia del Football - A cura di Roberto Mezzetti

##### 2. Bundesliga
| Stagione | regular season | regular season | regular season | regular season | regular season | regular season | playoff | playoff | playoff | playoff | playoff | playoff   | playoff                |
|          | Vin            | Par            | Per            | Tot            | PF             | PS             | Vin     | Per     | Tot     | PF      | PS      | risultato | avversaria             |
| -------- | -------------- | -------------- | -------------- | -------------- | -------------- | -------------- | ------- | ------- | ------- | ------- | ------- | --------- | ---------------------- |
| 2000     | 7              | 0              | 5              | 12             | 282            | 281            | -       | -       | -       | -       | -       | -         | -                      |
| 2001     | 9              | 0              | 3              | 12             | 332            | 158            | -       | -       | -       | -       | -       | -         | -                      |
| 2002     | 10             | 0              | 0              | 10             | 440            | 98             | 2       | 0       | 2       | 100     | 0       | Promossi  | Kiel Baltic Hurricanes |
| Totale   | 26             | 0              | 8              | 34             | 1044           | 537            | 2       | 0       | 2       | 100     | 0       |           |                        |

Fonti: Enciclopedia del Football - A cura di Roberto Mezzetti

##### DBL2
| Stagione | regular season | regular season | regular season | regular season | regular season | regular season | playoff | playoff | playoff | playoff | playoff | playoff   | playoff    |
|          | Vin            | Par            | Per            | Tot            | PF             | PS             | Vin     | Per     | Tot     | PF      | PS      | risultato | avversaria |
| -------- | -------------- | -------------- | -------------- | -------------- | -------------- | -------------- | ------- | ------- | ------- | ------- | ------- | --------- | ---------- |
| 2011     | 2              | 0              | 4              | 6              | 57             | 118            | -       | -       | -       | -       | -       | -         | -          |
| Totale   | 2              | 0              | 4              | 6              | 57             | 118            | -       | -       | -       | -       | -       |           |            |

Fonti: Enciclopedia del Football - A cura di Roberto Mezzetti

##### Regionalliga
| Stagione | regular season | regular season | regular season | regular season | regular season | regular season | playoff | playoff | playoff | playoff | playoff | playoff    | playoff              |
|          | Vin            | Par            | Per            | Tot            | PF             | PS             | Vin     | Per     | Tot     | PF      | PS      | risultato  | avversaria           |
| -------- | -------------- | -------------- | -------------- | -------------- | -------------- | -------------- | ------- | ------- | ------- | ------- | ------- | ---------- | -------------------- |
| 1998     | 8              | 0              | 2              | 10             | 324            | 128            | 0       | 1       | 1       | 6       | 14      | Semifinale | Hamburg Wild Huskies |
| 1999     | 9              | 0              | 1              | 10             | 285            | 67             | 2       | 0       | 2       | 71      | 6       | Campioni   | Hannover Musketeers  |
| Totale   | 17             | 0              | 3              | 20             | 709            | 195            | 2       | 1       | 3       | 77      | 20      |            |                      |

Fonti: Enciclopedia del Football - A cura di Roberto Mezzetti

##### Oberliga
| Stagione | regular season | regular season | regular season | regular season | regular season | regular season | playoff | playoff | playoff | playoff | playoff | playoff    | playoff          |
|          | Vin            | Par            | Per            | Tot            | PF             | PS             | Vin     | Per     | Tot     | PF      | PS      | risultato  | avversaria       |
| -------- | -------------- | -------------- | -------------- | -------------- | -------------- | -------------- | ------- | ------- | ------- | ------- | ------- | ---------- | ---------------- |
| 1997     | 9              | 0              | 1              | 10             | 224            | 68             | -       | -       | -       | -       | -       | -          | -                |
| 2002     | 4              | 0              | 3              | 7              | 145            | 171            | -       | -       | -       | -       | -       | -          | -                |
| 2003     | 4              | 0              | 4              | 8              | 113            | 172            | 0       | 1       | 1       | 0       | 34      | Semifinale | Cottbus Crayfish |
| 2004     | 10             | 0              | 2              | 12             | 348            | 111            | -       | -       | -       | -       | -       | -          | -                |
| 2019     | 7              | 1              | 0              | 8              | 232            | 83             | -       | -       | -       | -       | -       | -          | -                |
| Totale   | 34             | 1              | 10             | 45             | 1062           | 605            | 0       | 1       | 1       | 0       | 34      |            |                  |

Fonti: Enciclopedia del Football - A cura di Roberto Mezzetti

##### Landesliga (quinto livello)/Verbandsliga
| Stagione | regular season | regular season | regular season | regular season | regular season | regular season | playoff | playoff | playoff | playoff | playoff | playoff   | playoff    |
|          | Vin            | Par            | Per            | Tot            | PF             | PS             | Vin     | Per     | Tot     | PF      | PS      | risultato | avversaria |
| -------- | -------------- | -------------- | -------------- | -------------- | -------------- | -------------- | ------- | ------- | ------- | ------- | ------- | --------- | ---------- |
| 1994     | 2              | 1              | 3              | 6              | 97             | 130            | -       | -       | -       | -       | -       | -         | -          |
| 1995     | 5              | 0              | 1              | 6              | 152            | 52             | -       | -       | -       | -       | -       | -         | -          |
| 1996     | 7              | 0              | 1              | 8              | 223            | 80             | -       | -       | -       | -       | -       | -         | -          |
| Totale   | 14             | 1              | 5              | 20             | 472            | 262            | -       | -       | -       | -       | -       |           |            |

Fonti: Enciclopedia del Football - A cura di Roberto Mezzetti

##### Landesliga (sesto livello)
| Stagione | regular season | regular season | regular season | regular season | regular season | regular season | playoff | playoff | playoff | playoff | playoff | playoff   | playoff    |
|          | Vin            | Par            | Per            | Tot            | PF             | PS             | Vin     | Per     | Tot     | PF      | PS      | risultato | avversaria |
| -------- | -------------- | -------------- | -------------- | -------------- | -------------- | -------------- | ------- | ------- | ------- | ------- | ------- | --------- | ---------- |
| 2018     | 7              | 0              | 1              | 8              | 311            | 56             | -       | -       | -       | -       | -       | -         | -          |
| Totale   | 7              | 0              | 1              | 8              | 311            | 56             | -       | -       | -       | -       | -       |           |            |

Fonti: Enciclopedia del Football - A cura di Roberto Mezzetti

### Tornei internazionali

#### BIG6 European Football League
| Stagione | regular season | regular season | regular season | regular season | regular season | regular season | playoff | playoff | playoff | playoff | playoff | playoff   | playoff    |
|          | Vin            | Par            | Per            | Tot            | PF             | PS             | Vin     | Per     | Tot     | PF      | PS      | risultato | avversaria |
| -------- | -------------- | -------------- | -------------- | -------------- | -------------- | -------------- | ------- | ------- | ------- | ------- | ------- | --------- | ---------- |
| 2014     | 1              | 0              | 1              | 2              | 51             | 52             | -       | -       | -       | -       | -       | -         | -          |
| Totale   | 1              | 0              | 1              | 2              | 51             | 52             | -       | -       | -       | -       | -       |           |            |

Fonti: Enciclopedia del Football - A cura di Roberto Mezzetti

#### EFAF Cup
| Stagione | regular season | regular season | regular season | regular season | regular season | regular season | playoff | playoff | playoff | playoff | playoff | playoff   | playoff    |
|          | Vin            | Par            | Per            | Tot            | PF             | PS             | Vin     | Per     | Tot     | PF      | PS      | risultato | avversaria |
| -------- | -------------- | -------------- | -------------- | -------------- | -------------- | -------------- | ------- | ------- | ------- | ------- | ------- | --------- | ---------- |
| 2007     | 0              | 0              | 2              | 2              | 10             | 93             | -       | -       | -       | -       | -       | -         | -          |
| Totale   | 0              | 0              | 2              | 2              | 10             | 93             | -       | -       | -       | -       | -       |           |            |

Fonti: Enciclopedia del Football - A cura di Roberto Mezzetti

### Riepilogo fasi finali disputate
| Anno              | Luogo                | Evento | Fase del torneo  | Incontro                                    | Risultato |
| 17 settembre 2017 | Francoforte sul Meno | GFL    | Quarti di finale | Frankfurt Universe - Dresden Monarchs       | 26 - 16   |
| 29 settembre 2018 | Schwäbisch Hall      | GFL    | Semifinale       | Schwäbisch Hall Unicorns - Dresden Monarchs | 23 - 7    |
| 28 settembre 2019 | Schwäbisch Hall      | GFL    | Semifinale       | Schwäbisch Hall Unicorns - Dresden Monarchs | 30 - 13   |
| 9 ottobre 2021    | Francoforte sul Meno | GFL    | German Bowl      | Dresden Monarchs - Schwäbisch Hall Unicorns | 28 - 19   |

## Palmarès
- 1 German Bowl (2021)